# 栗原望
栗原 望（くりはら のぞむ、1984年6月12日 - ）は、NHKのアナウンサー。

## 人物
東京都生まれ、埼玉県育ち。埼玉県立浦和高等学校、北海道大学農学部卒業、同大学院修士課程修了。2010年入局。
2022年4月から2023年3月まで音声プラットフォームサービス「Voicy」に派遣された、コンテンツ制作を中心にした研修を行っている。これはNHKのデジタル人材育成プログラムの一環で、研修期間の1年間は企業での活動がメインだが、担当するラジオ番組は継続し、アナウンサーとしての業務も行う。

## 嗜好・挿話
- 好きな食べ物、梅干し、餃子、カレー[4]。
- 大学在学中にはラクロスU-21日本代表に選ばれたことがある[5]。
- 座右の銘は「野蛮な知識人」[6]。
- 推しは星野源[7]。

## 現在の担当番組・業務
- アナウンスグループ統括（2025年7月 - ）
- 沖縄県のニュース
- ニュース845沖縄（不定期）
- 沖縄熱中倶楽部（編集長）
- おきなわHOTeye（編集責任者）
- 沖縄放送局制作番組の編集責任者
- 緊急報道（沖縄放送局発）
- みんなでひきこもりラジオ（R1、年3 - 4回放送、2022年4月より月1回放送、2020年2月 - ） - 司会

## 過去の担当番組・業務

### 沖縄放送局時代（2010年度 - 2013年度）
- 沖縄県のニュース・中継・リポート
- ここはふるさと旅するラジオ（2013年2月25日 - 28日） 雨宮萌果とともに担当

### 福島放送局時代（2014年度 - 2016年度）
- ニュースウオッチ9（代理フィールドリポーター：2016年10月4日 - 2016年10月13日）
- 福島県のニュース・中継・リポート
- はまなかあいづToday（レポーター）

### 東京アナウンス室時代（2017年度 - 2025年6月）
- ニュースウオッチ9（フィールドリポーター：2017年3月21日 - 2019年3月29日）
- 首都圏ニュース845（金曜キャスター：2018年4月6日 - 2019年3月29日）（2021年11月9日、10日：上原光紀の代理キャスター）
- クローズアップ現代+（リポーター：2019年4月2日 - 2021年3月17日）
- ニュース645（不定期）（2020年度）
- 正午のニュース
  - 佐藤誠太の代理キャスター（2020年8月15日、22日、29日、9月5日、9月12日）
  - 三條雅幸の代理キャスター（2022年3月10日、11日、14日）
- ニュース シブ5時（2021年10月18日 - 21日、11月30日：三條雅幸の代理ニュースリーダー）
- NHKニュース7 サブキャスター、リポーター（祝日除く月 - 木曜日：2021年3月29日 - 2022年3月31日）
- ニュース・気象情報（不定期）
- ワイルドライフ
  - つながる小さな命たち 牧野富太郎と南方熊楠が見つめた日本の自然（2024年1月15日）- 語り
  - 命輝くモンゴルの夏 オオカミの子どもが躍動幻のゴビヒグマに挑む（2024年3月18日）- 語り
  - ポルトガルの秘境渓谷に巨鳥舞いオオカミが駆ける（2024年4月2日）- 語り
  - 絶景にっぽん世界自然遺産を行く（2024年5月13日）- 語り
  - 国際共同制作 マイティーモンキー～日本に新天地を見いだしたサル～（2024年9月17日）- 語り
  - 植物たちの地球 つながり育む緑の星（2025年3月25日）- 語り
- NHKスペシャル
  - 体操男子 金メダル 大逆転の舞台裏（2024年8月14日）- 語り
  - “最後の１人を殺すまで”～サイパン戦発掘・米軍録音記録～（2024年8月18日）- 語り
  - トランプ流“ディール” 日本企業・激震の舞台裏（2025年4月6日）- 語り
- 国際報道2023→2024→2025（BS[注釈 1]、2023年4月3日 - 2025年3月27日）- サブキャスター[8][9]
- BSスペシャル キーウ・エクスプレス 戦渦を走る希望の列車（2025年4月18日）- 語り
- 2025年度NHK新人アナウンサー専門研修講師（首藤奈知子、杉浦友紀、利根川真也、瀬田宙大、狩野史長とともに担当[10]）